# DPLL算法
DPLL（Davis-Putnam-Logemann-Loveland）算法，是一種完備的、以回溯為基礎的算法，用於解決在合取範式（CNF）中命題邏輯的布爾可滿足性問題；也就是解決CNF-SAT问题。
它在1962年由馬丁·戴維斯、希拉里·普特南、喬治·洛吉曼和多納·洛夫蘭德共同提出，作为早期戴維斯-普特南算法的一种改进。戴維斯-普特南算法是戴維斯与普特南在1960年发展的一种算法。
DPLL是一种高效的程序，并且经过40多年还是最有效的SAT解法，以及很多一阶逻辑的自动定理证明的基础。